# Wurmberg
Wurmberg est une commune de Bade-Wurtemberg (Allemagne), située dans l'arrondissement d'Enz.